# Muun
Muun, nebo Muunové, je fiktivní rasa ve světě Star Wars. Muunové jsou humanoidní rasa charakteristická nezaměnitelnou vysokou, štíhlou postavou, protáhlou hlavou s méně výrazným nosem, dlouhými a štíhlými končetinami a dlouhými prsty na rukou. Barva kůže je světle šedá. Muunové nemají vlasy a mají relativně malé oči a ušní boltce. Průměrná výška této rasy je okolo dvou metrů, nicméně někteří jedinci mohli mít až 2,5 metru. Domovským světem Moonů je planeta Scipio.
Tato rasa je známá svou vysokou inteligencí a především analytickým myšlením a mimořádnými obchodními schopnostmi. Velké množství členů rasy tedy pracuje v bankovním sektoru v galaxii. Tato rasa je známá svou chladnou racionalitou a pragmatickým přístupem, což z nich dělá vynikající obchodníky a stratégy. Většina členů této rasy je citlivá na Sílu.

## InterGalaktický bankovní klan
Muunové založili a provozovali InterGalaktický bankovní klan, jednu z nejdůležitějších obchodních organizací galaxie v období Galaktické republiky. V období Klonových válek podporovali Konfederaci nezávislých systémů.

## Významní Muunové
Nix Card, senátor, který zastupoval planetu Scipio a InterGalaktický bankovní klan v Galaktickém senátu.
San Hill, vůdce bankovního klanu, později člen v separatistické radě v době klonových válek.
Darth Plagueis, Temný Pán ze Sithu, mistr Darth Sidiouse. Byl obdařen mimořádnými schopnostmi využívání Síly.